# هندباء أنديفية

نبات هندباء برية من نفس الجنس

الهندباء الأنديفية أو هندباء أو كاسنية (الاسم العلمي: Cichorium endivia) نوع نباتي ينتمي لجنس الهندباء من الفصيلة النجمية. تؤكل أوراق النبات الغضة مع السلطة خاصة في فرنسا وبلجيكا حيث يسمى (بالفرنسية: Endive)‏.

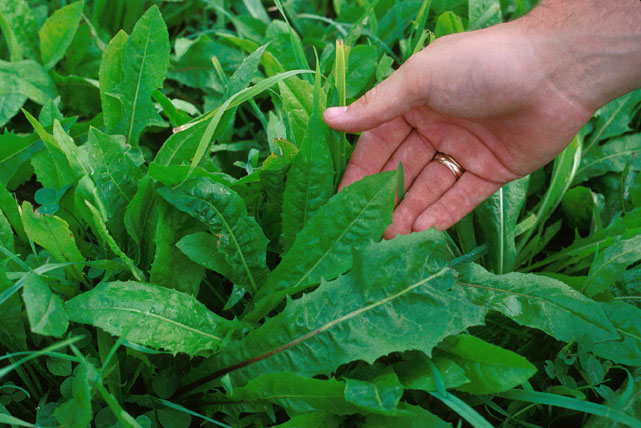
أوراق ناضجة للهندباء الأنديفية

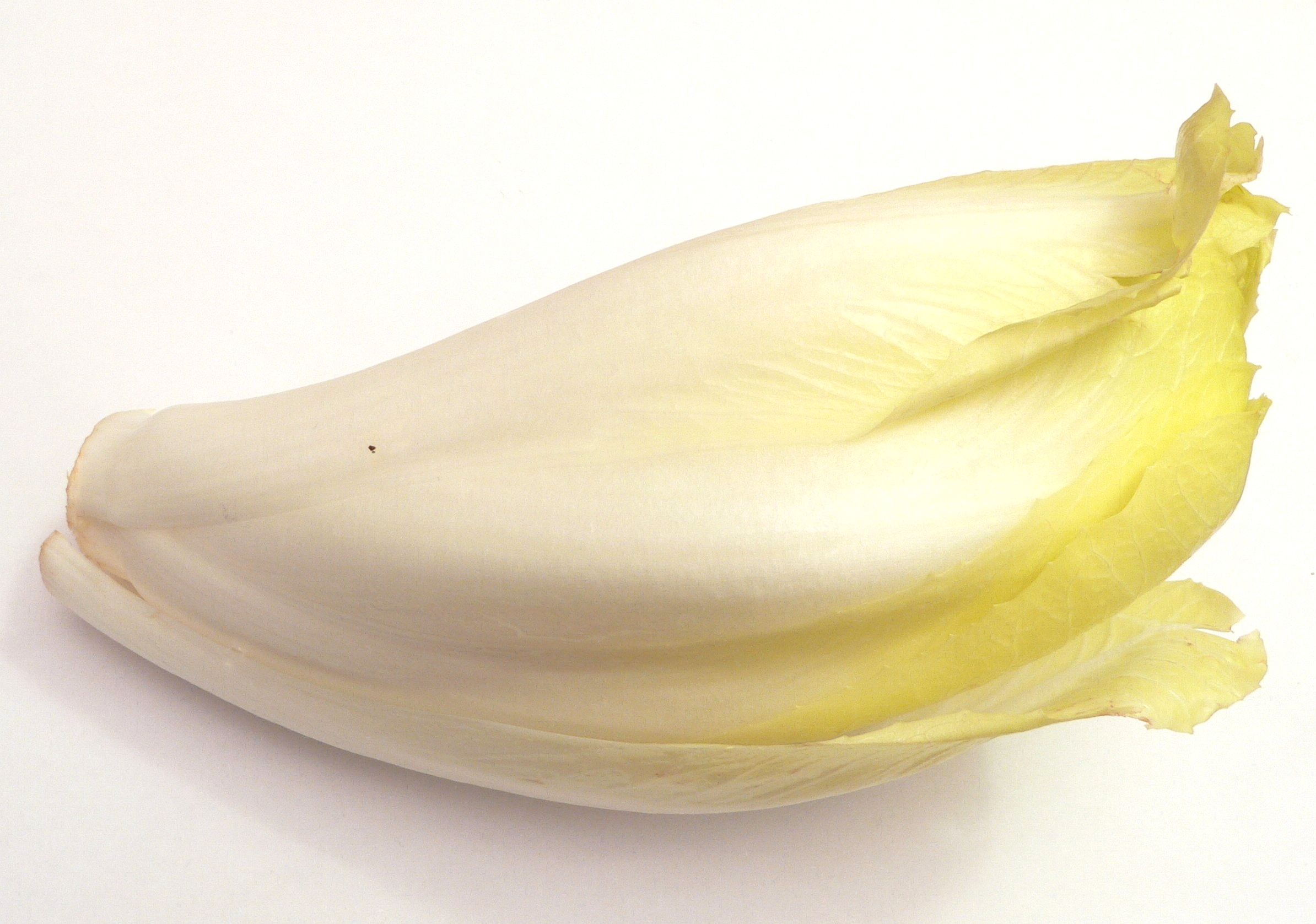
أوراق الهندباء الأنديفية

## معرض صور

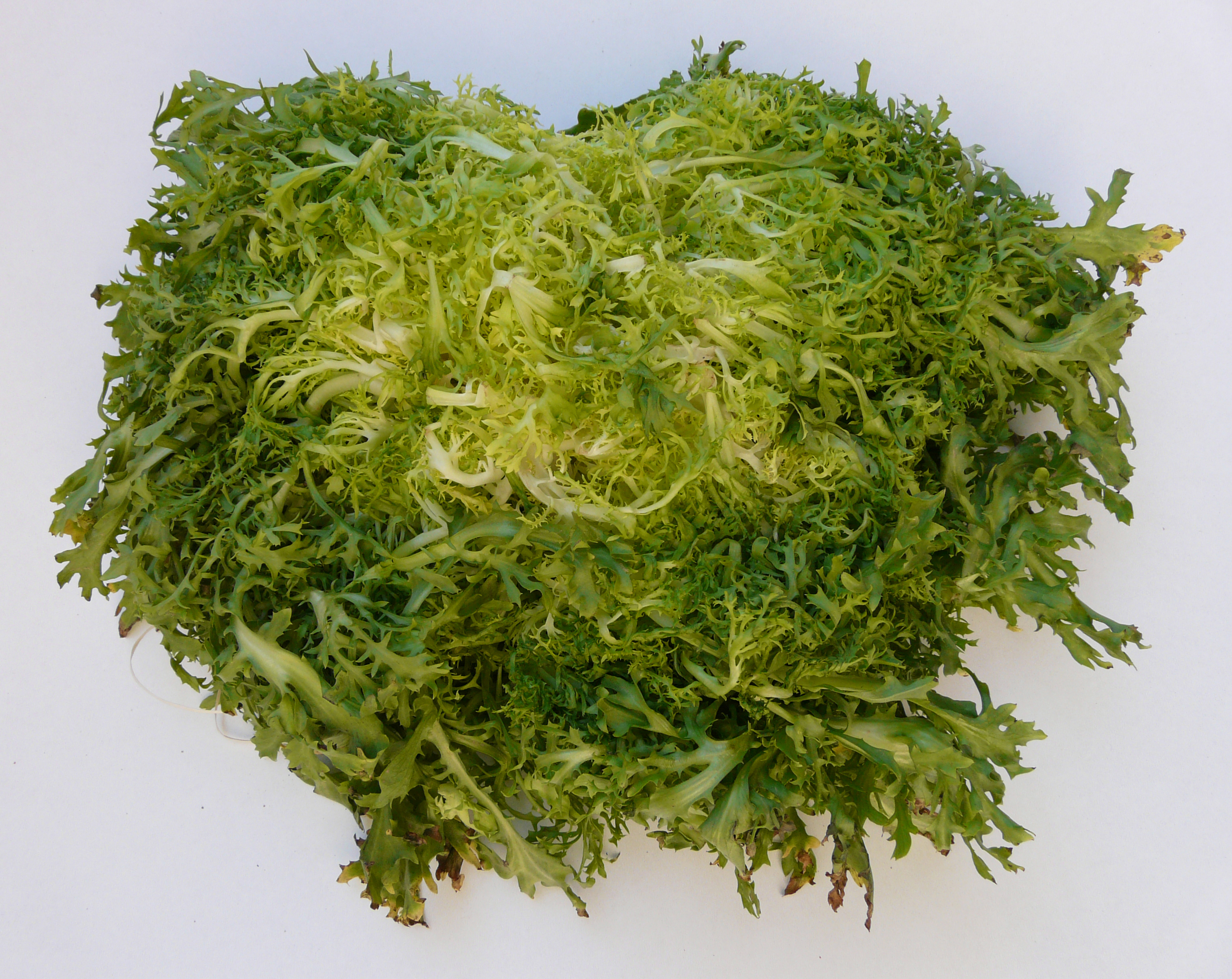
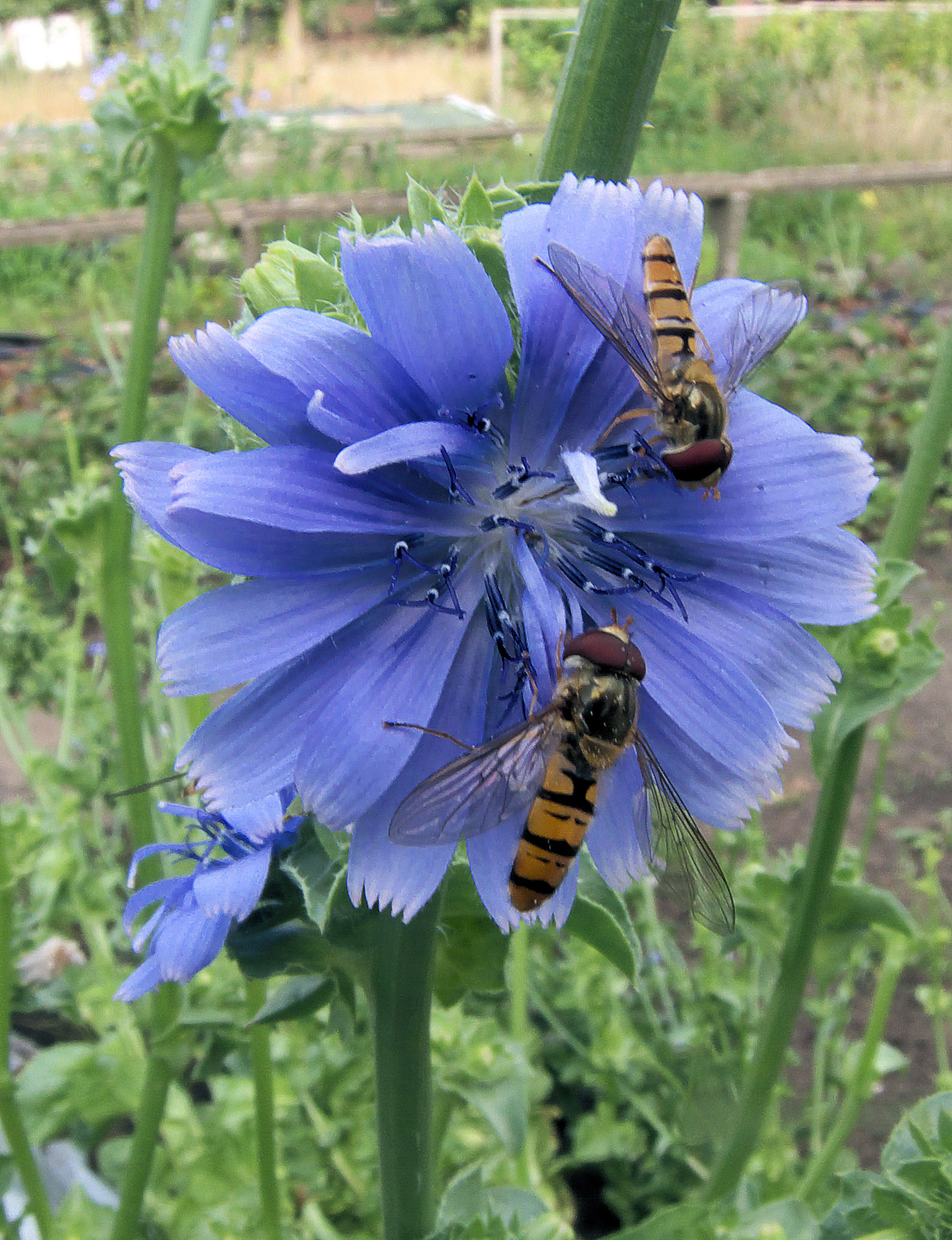
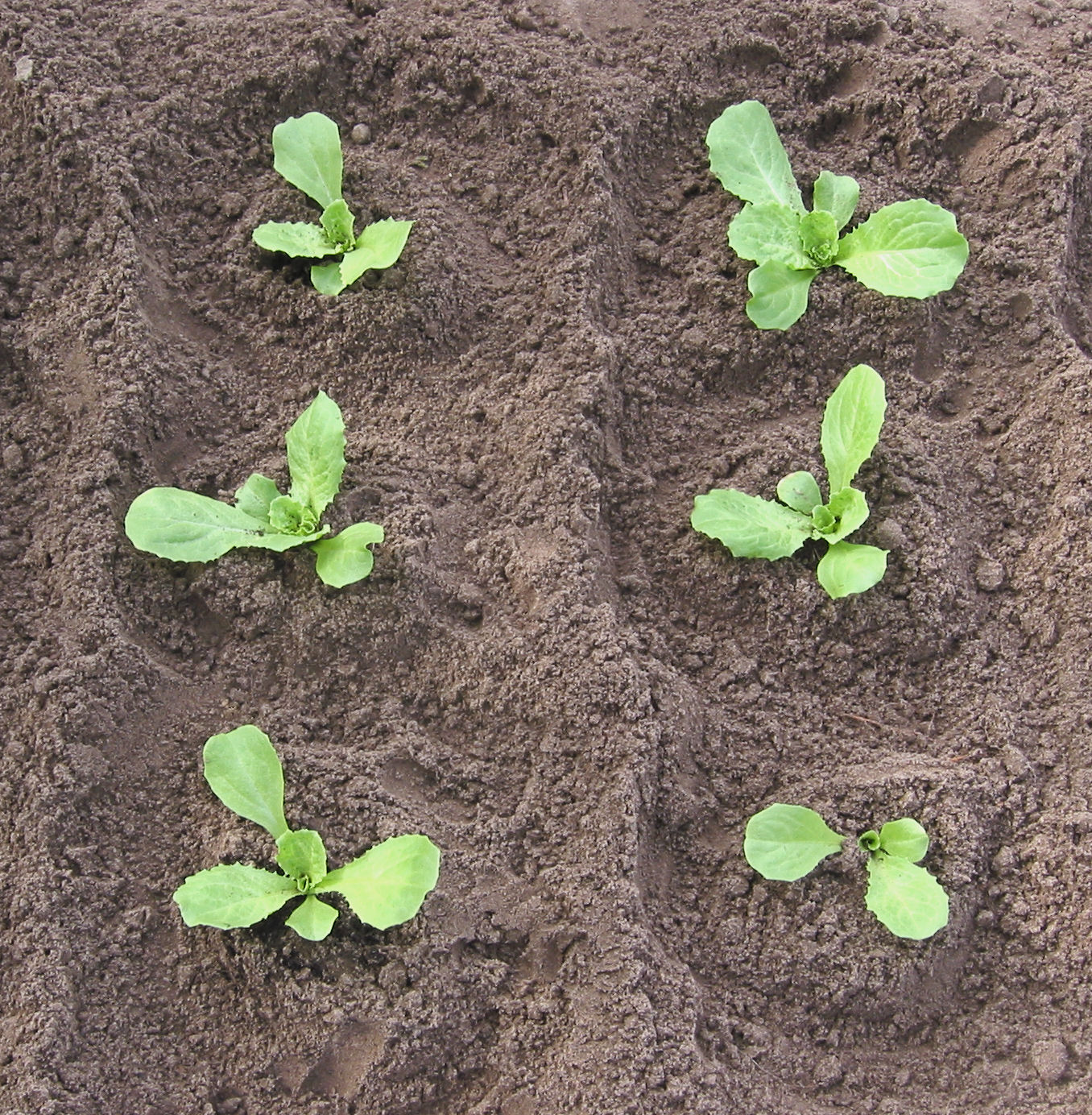